# Tatari
Tatari su narod danas pretežno nastanjen u Tatarstanu (oko 2 milijuna) i drugdje u Ruskoj Federaciji (ukupno oko 5,6 milijuna), s manjim odvjetcima i u drugim državama (Bugarska, Rumunjska; stara naselja u Poljskoj, oko 3000) te na širem području od Krima, preko Kavkaza i Sibira, do Kine (gdje su poznata nacionalna manjina).
Po vjeri su većinom muslimani suniti, uz manje skupine pravoslavaca.

## Naziv i povijest
Sam naziv „Tatarlar“ izvorno se odnosio na mongolsko pleme „Ta-ta“, koje je živjelo sjeverno od pustinje Gobi u 5. stoljeću. To pleme krenulo je prema zapadu i zavladalo turkijskim plemenom Protobugara na Volgi, s kojim se danas izmiješalo (današnji kazanjski Tatari). Tako se Tatari najčešće drže turkijsko-mongolskim narodom koji govori turkijskim jezikom.
Nakon prodora Džingis-kanovih Mongola u Europu, nazivi Tatari i Mongoli javljaju se sinonimno. Do 13. stoljeća izmiješali su se i s drugim turkijskim narodima u Europi (Hazari, Kumani, Pečenezi i dr.).
Tatari su bili vladajući sloj u Zlatnoj Hordi, državi koja se prostirala od Oba do Dnjepra, ugrožavajući i Moskvu, a nakon slabljenja Zlatne Horde vladali su Kazanjskim i Krimskim Kanatima. Te kanate će kasnije pokoriti Rusija.
U Drugom svjetskom ratu Krimski Tatari su raseljeni. 
Kazanjski Tatari imali su autonomiju u Tatarstanu u SSSR-u, danas Republika Tatarstan u Ruskoj Federaciji.

## Poznati Tatari
Među najpoznatijim Tatarima su:
- Gabdeljhj Ahatov, znanstvenik i jezikoslovac
- Alija Mustafina, gimnastičarka
- Dinara Safina, tenisačica
- Dinijar Biljaletdinov, nogometaš
- Irina Shayk, manekenka
- Marat Safin, tenisač
- Rinat Dasajev, nogometaš
- Charles Bronson, glumac

## Poveznice
- Tatarski jezik
- Krimski Tatari
- Tatarstan
- Tartarija
- Turkijski narodi